# Somatoxena lasea
Somatoxena lasea är en fjärilsart som beskrevs av Druce 1899. Somatoxena lasea ingår i släktet Somatoxena och familjen tofsspinnare. Inga underarter finns listade i Catalogue of Life.